# Arvid Böhlmarks lampfabrik
Arvid Böhlmarks lampfabrik var en svensk importör och tillverkare av belysningsarmatur mellan 1872 och 1977. Företaget hade huvudkontor med fabriksfastigheter på Högbergsgatan 19–25 i Stockholm, glastillverkning på Pukebergs glasbruk i Nybro samt butik på Norrmalmstorg 4 i Stockholm.

## Historia

### De första åren
Företaget grundades av Arvid Böhlmark i Stockholm år 1872. Ursprungligen sålde Böhlmarks importerade fotogenlampor (hand-, bord-, vägg- och hänglampor samt stallyktor) och gasoljelampor av bleck, zink och mässing, med tillbehör som brännare, oljehus, glas- och zinkfötter, vekar, lampglas, kupor, skärmar. Så kallad minutförsäljning ägde rum på Storkyrkobrinken 8 i Gamla stan i Stockholm.
År 1874 hade företaget växt ur sina första lokaler och flyttade kontor och lager till Österlånggatan 28. Försäljningsboden flyttade till Stora Nygatan 36. Här såldes även symaskiner från amerikanska företaget The Elias Howe Machine Company för vilka Böhlmarks hade agenturen i Sverige och Norge. År 1880 öppnade ytterligare en försäljningsbod på Regeringsgatan 45.
Böhlmarks började egen tillverkning av fotogenkök bland annat av typen Excelsior år 1885. Fler försäljningsbodar öppnade på Hötorget 8 och Götgatan 3. År 1892 hade försäljningen expanderat till att omfatta sex adresser i Stockholm inkluderat Norrmalmstorg 10 och Norrtullsgatan 8.

### Böhlmarkska längan
Den 30 maj 1888 flyttade Böhlmarks sitt huvudkontor till den två år tidigare inköpta tomten om 3 000 kvm på Högbergsgatan 21, kvarteret Pelarbacken Mindre, på Södermalm i Stockholm, där fabrikslokaler och lagerverksamhet byggts upp. Där började företaget som ”det första i landet” att tillverka egna fotogenlampor. (Även Karlskrona lampfabrik gör anspråk på att vara först med industriellt tillverkade fotogenlampor fyra år tidigare.)
Fabriksetableringen på Högbergsgatan i Stockholm utökades till att omfatta nr 19, 21, 23 och 25 vilket kom att kallas den Böhlmarkska längan. Här genomfördes metallbearbetning som metallpressning, metalltryckning och metallgjutning samt tekniska ytbehandlingar (kemiska och galvaniska) som oxidering, förnickling, förkoppring, förmässning, bronsering, förzinkning, försilvring, förgyllning med mera. Även en smedja inrymdes i fabrikslokalerna. Företaget hämtade också vissa gjutdetaljer av metall från Brevens bruk, Örebro län.
Hela kvarteret revs år 1960 för att lämna plats åt ett modernt flerbostadshus om fem våningar.

### Pukebergs glasbruk

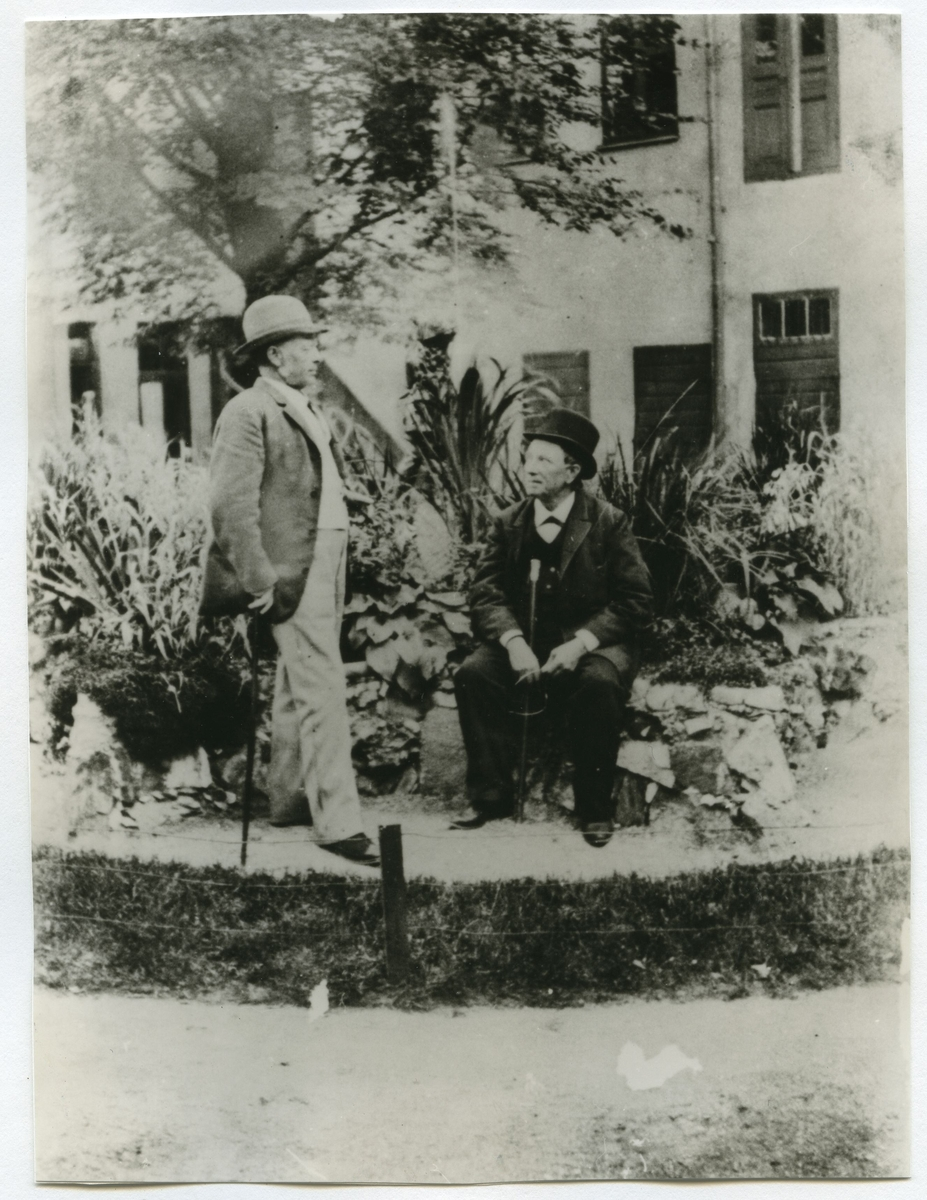
Conrad Wilhelm Nyström och Arvid Böhlmark vid Böhlmarkska längan, Stockholm, 1892.

Arvid Böhlmark köpte Pukebergs glasbruk i Nybro av brukspatron Conrad Wilhelm Nyström år 1894. Där producerades bland annat belysningsglas, pressat och blåst hushållsglas, eldfast glas och prydnadsglas.
Under pingsthelgen året efter drabbades glasbruket av en brand. Den började i stora hyttan och spred sig snabbt till intilliggande materialbodar, magasin och lilla hyttan. Inom loppet av drygt tre timmar hade allt utom disponentbostaden brunnit ner. Brandkåren ryckte ut men insåg att bruket var förlorat och var därför mest angelägen om att rädda skogen. Trots olyckan meddelades kunderna att beställda produkter skulle levereras i tid.
Efter Arvid Böhlmarks död införlivades Pukebergs glasbruks verksamhet i Aktiebolag Arvid Böhlmarks lampfabrik. I början av 1900-talet började en tydligare inriktning mot formgivna produkter och framför allt elektrisk belysningsarmatur. Under Klas Östlunds ledning byggdes Pukebergs glasbruk ut till ett av de största i Sverige. Brukets produkter var högt aktade även på bland annat den brittiska marknaden.
Exempel på hushållsprodukter vid sidan av belysningsglasen var ugnsformar, som stekformar, kakformar, puddingformar och brödformar av transparent eldfast glas som såldes under varumärket Pukex .
Sommaren år 1934 blev samtliga medarbetare vid bruket, då 250 personer, uppsagda ”till följd av det svåra läget för glasindustrin”. Efter detta minskar arbetsstyrkan vid glasbruket till ungefär hälften.
År 1947 vid företagets 75-årsjubileum räknades Böhlmarks ännu som Sveriges största företag i sin kategori med 250 anställda i Stockholm och Nybro. Tätt följd av Elektriska AB Chr Bergh & Co med 220 anställda och Bröderna Malmströms metallvarufabrik med 100 anställda. Våren 1964 flyttades all produktion till glasbruket i Pukeberg medan butiken vid Norrmalmstorg fortsatte sin verksamhet som tidigare.

### Företagsledning
Efter Arvid Böhlmarks död år 1897 ärvdes lampfabriken av hans hustru Lina Böhlmark (född Pollack) och drevs vidare som Aktiebolaget Arvid Böhlmarks lampfabrik av grosshandlare Klas Edvard Östlund som var Arvids systerson. Efter Östlunds bortgång år 1922 utsågs civ ing Evert A:son Eworth till verkställande direktör i bolaget. Eworth stannade i bolaget i över 25 år.
Böhlmarks var medlem i Seaf, Svenska elektriska armaturfabrikantföreningen, och Sveriges elektroindustriförening.

## Produkter

### Elektrisk belysningsarmatur
Företaget började tillverka och saluföra elektrisk belysningsarmatur år 1904. Företaget importerade också elektrisk belysningsarmatur från europeiska kontinenten. Bland annat från städerna Wien och Paris.

### Stålrörsmöbler
Åren 1929–1940 utökades tillverkningen med stålrörsmöbler ritade av bland andra Harald Bergsten. Till Stockholmsutställningen 1930 framträdde Erik Lund från Kooperativa förbundets arkitektkontor under eget namn med en stålrörsstol för Böhlmarks.

## Utställning
Från 1892 till cirka 1974 hade Böhlmarks utställning och butik på adressen Norrmalmstorg 4 i Stockholm. Under Norrmalmstorgsdramat som ägde rum i kvarteret år 1973 drabbades butiken av kundbortfall orsakad av avspärrningar men fick ersättning för detta.

## Samarbeten

### Formgivare
Harald Bergsten, Alf Wallander, Jerk Werkmäster, Alice Nordin, Bo Notini, Harald Notini (anställd), Gunnar Asplund, Sigurd Lewerentz, Knut Hallgren, Uno Westerberg, Gunnar Eklöf (anställd) och Gustaf Ahlbom (anställd) är exempel på formgivare, ingenjörer och arkitekter som ritat produkter för Böhlmarks.

## Patent
Företaget hade patentskydd på konstruktioner i
1. armatur för elektrisk belysning[23] (H E Notini, 1935),
2. belysningsarmatur[24] (H E Notini, 1938),
3. belysningsarmatur för sjuksalar och dylikt[25] (H E Notini, 1940),
4. anordning vid belysningsarmaturer med avbländningsorgan med lameller[26] (A H Holmqvist, 1941) och
5. led för ihåliga armar till elektriska belysningsanordningar[27] (O E Melin, 1950).

## Galleri

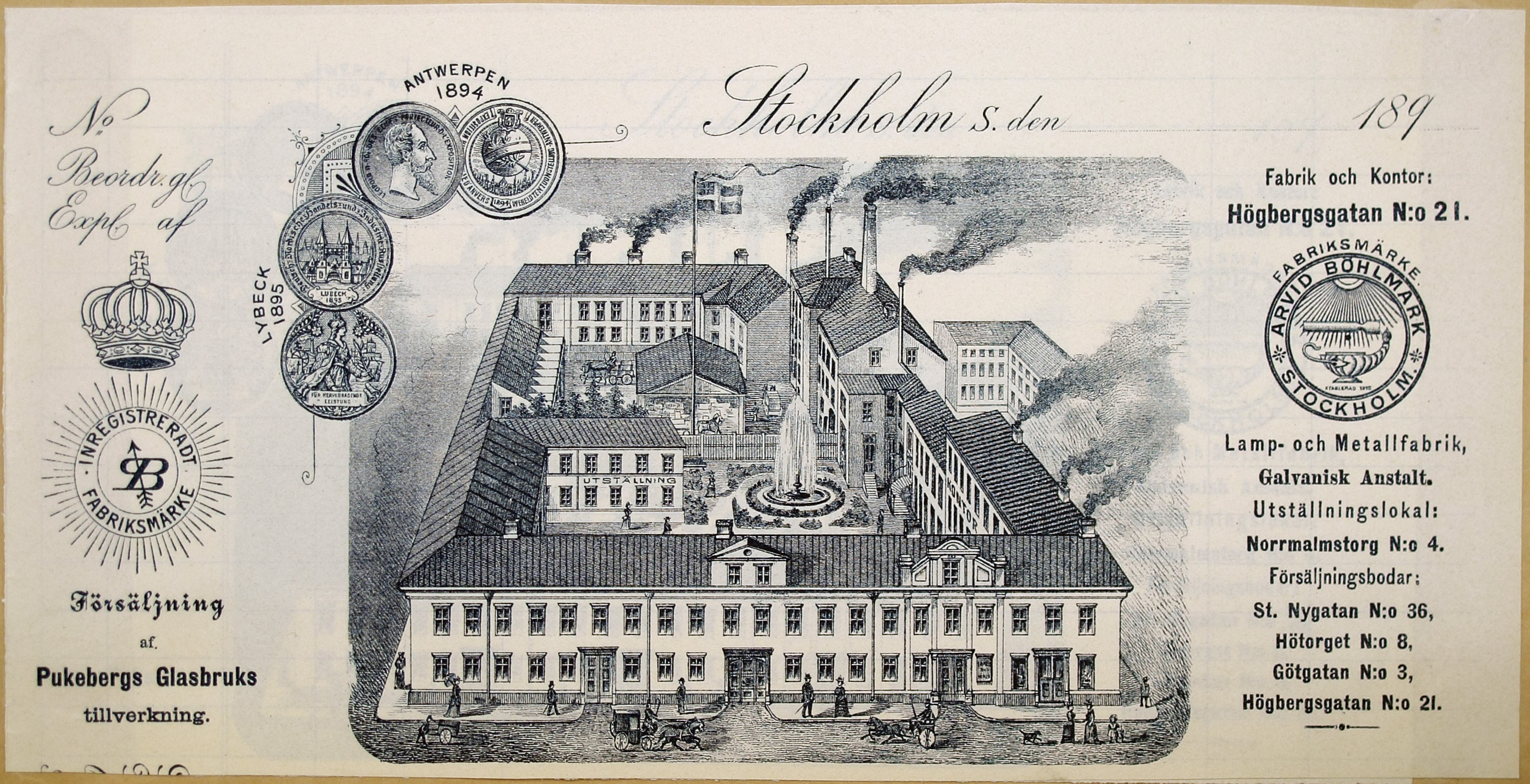
Brevhuvud med motiv av Böhlmarkska längan, Höbergsgatan, Stockholm. (1890-tal)
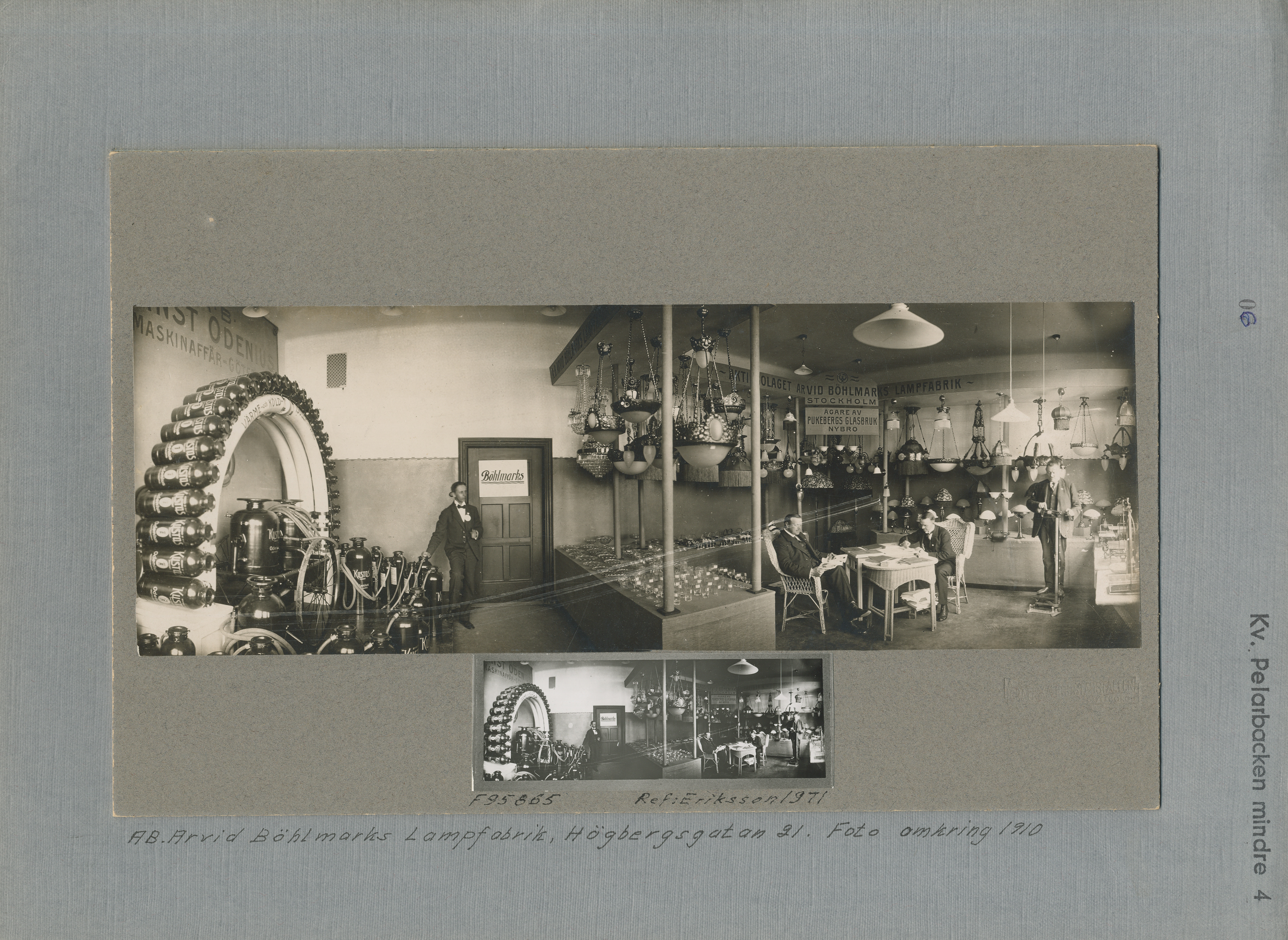
Butiken, Högbergsgatan 21. (1910)
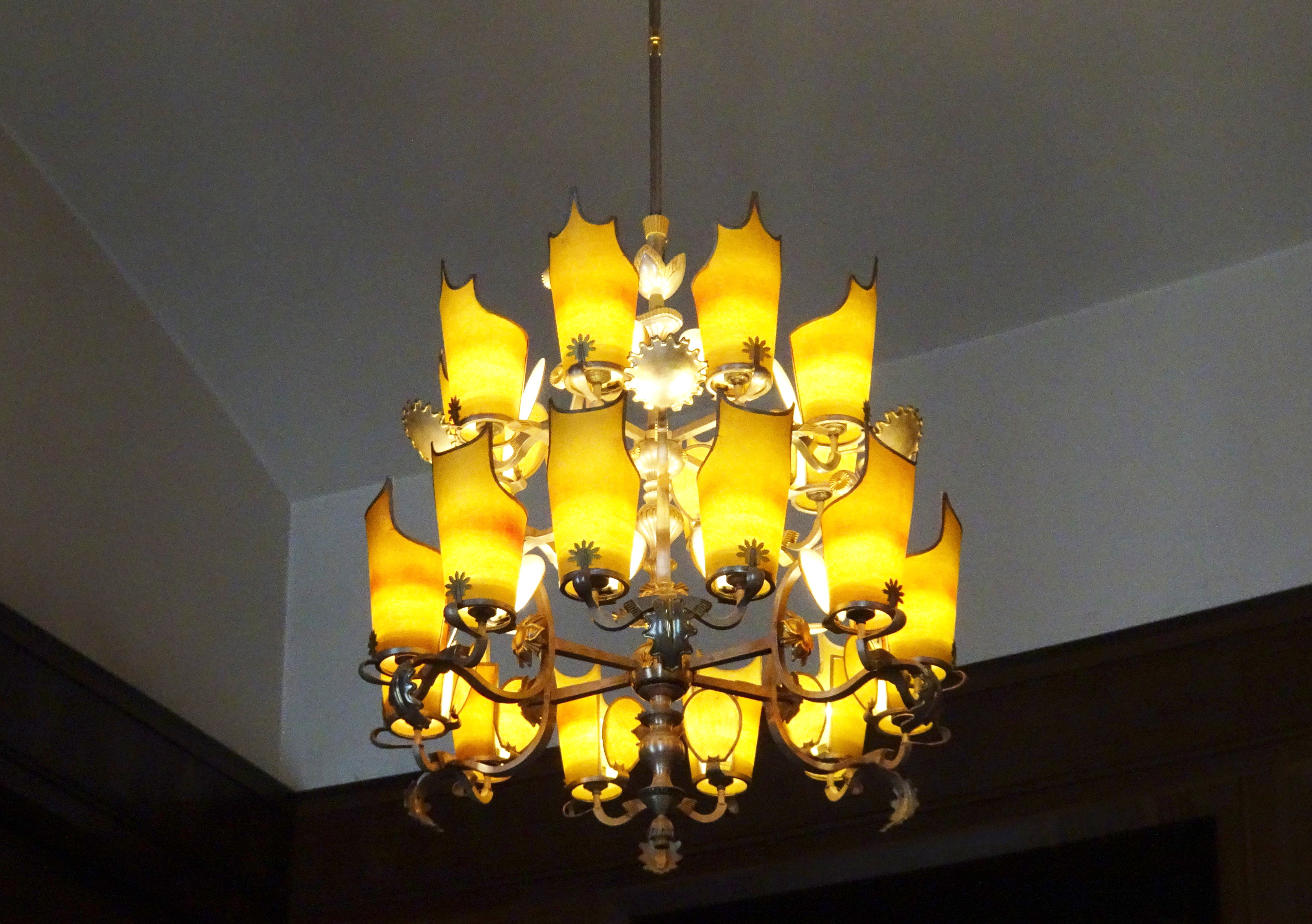
Takarmatur i Tändstickspalatset, Stockholm, ritad av Tengboms arkitektkontor, troligen av Robert Hult.
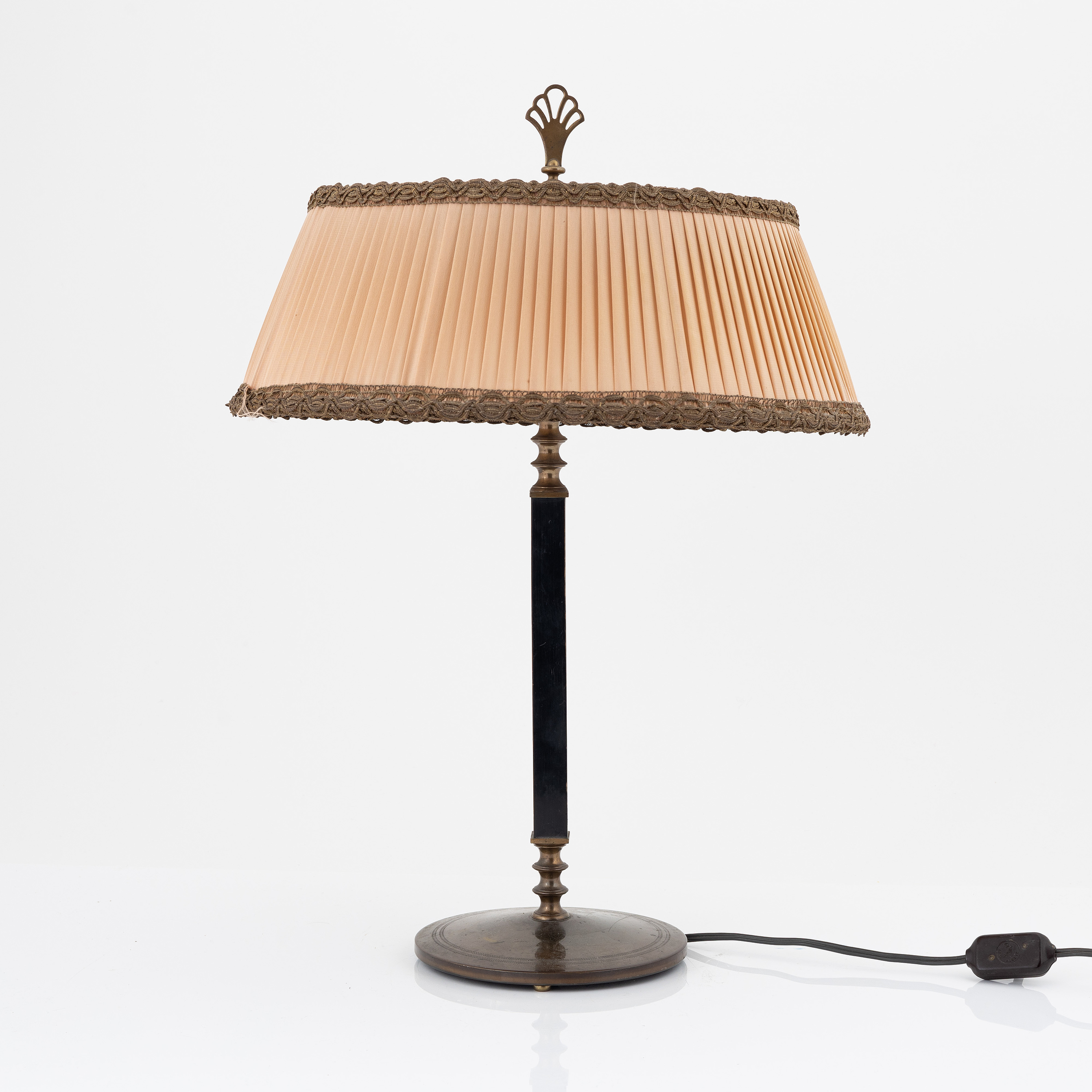
Bordsarmatur nr 6942, 1 ljuspunkt, höjd 550 mm. (1928–1930)
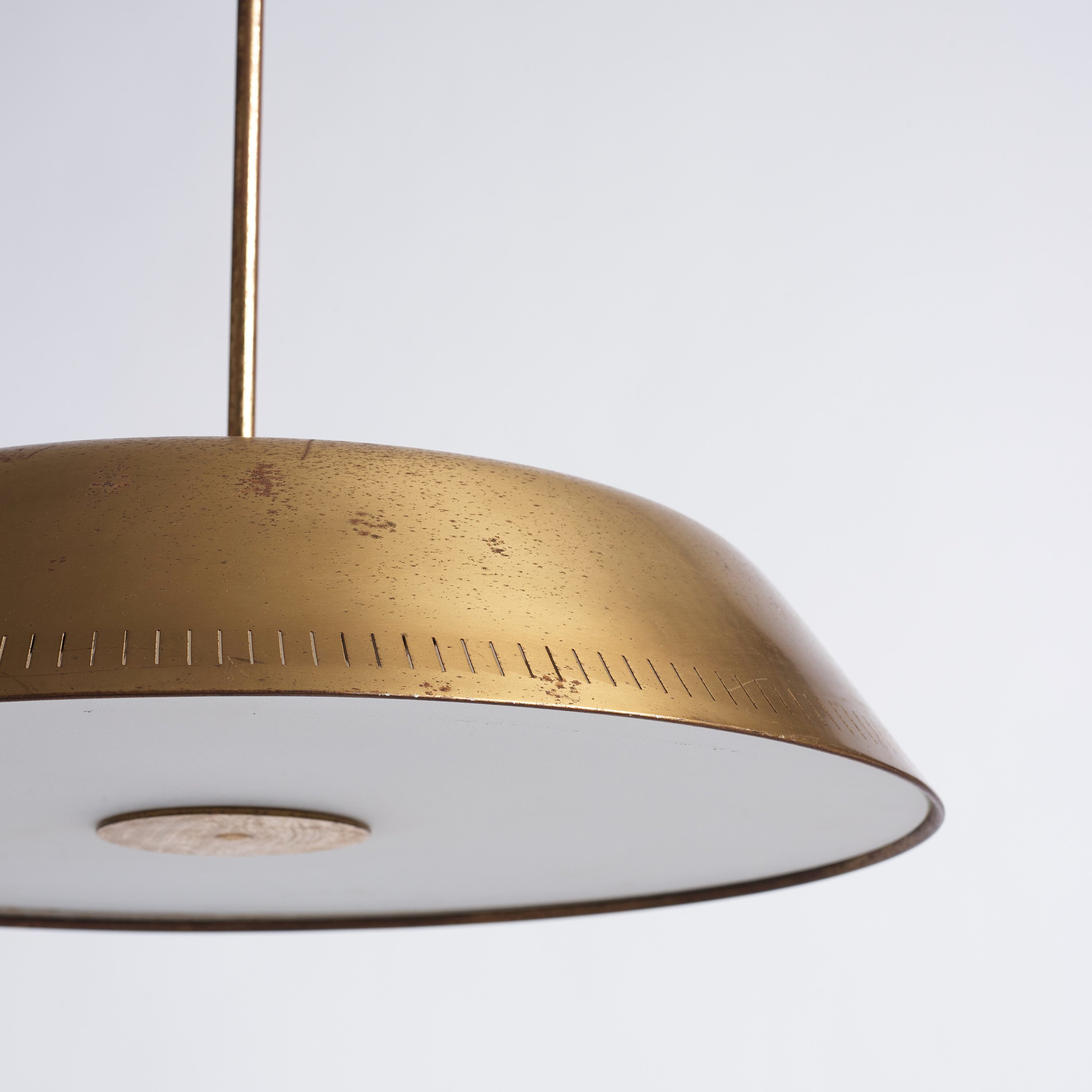
Takarmatur nr 11326, 6 + 3 ljuspunkter, diameter 650 mm, mässing. Harald Notini för Böhlmarks. (1940-tal)
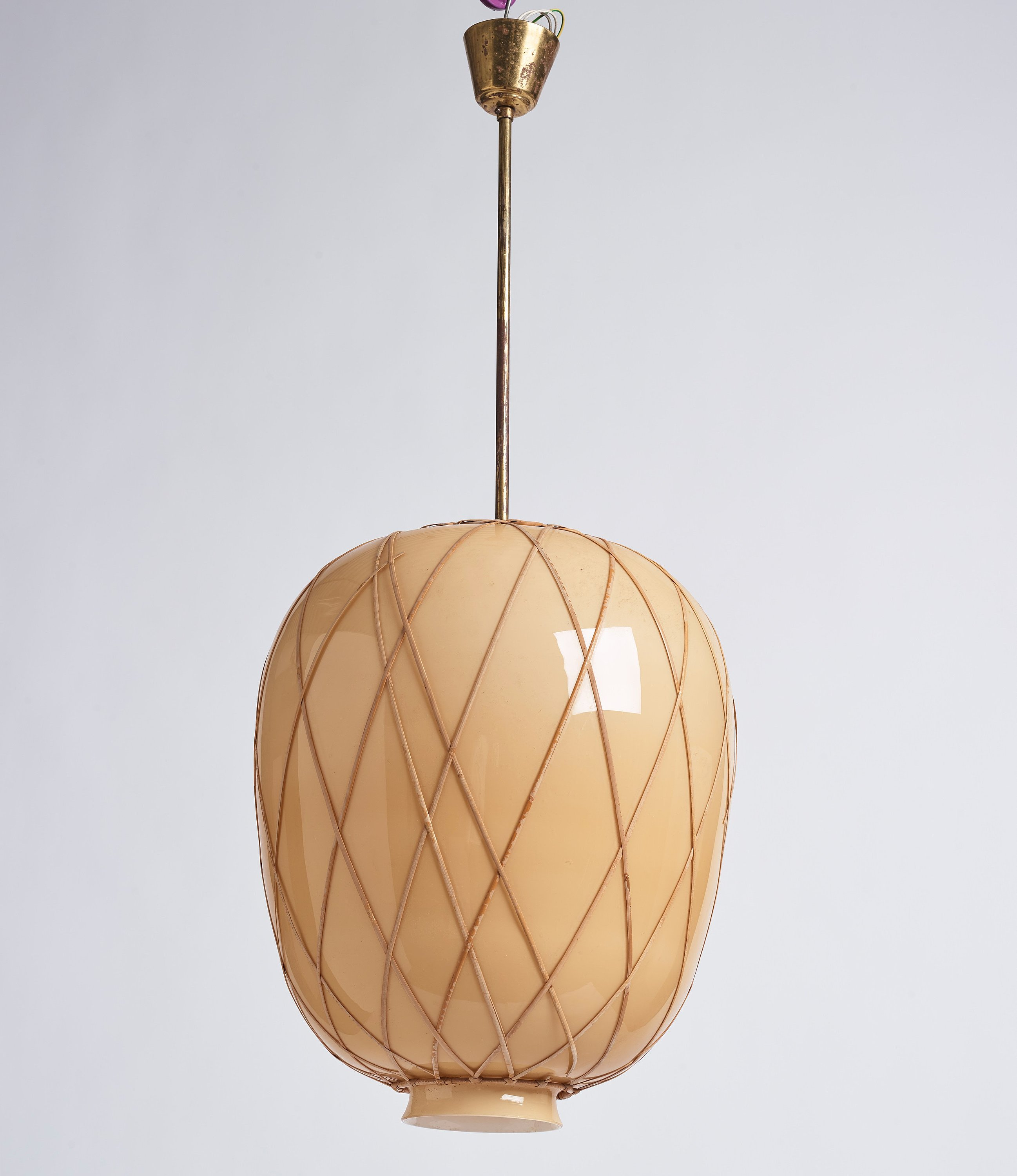
Takarmatur nr 11555, 1 ljuspunkt, höjd 550 mm, flätad rotting, mässing. Harald Notini för Böhlmarks. (1944–1945)